# Rio Jerveje
O rio Jerveje (em armênio: Ջրվեժի գետ; romaniz.: J̌rveži get) é um rio na província de Cotaique e Erevã, na Armênia. Começa no contraforte sudoeste das montanhas Guelama e se funde com o rio Guetar pela esquerda na área de Erevã. O comprimento é de 24 quilômetros e sua área de captação é de 88 quilômetros quadrados. As águas são utilizadas para fins de irrigação. Árvores frutíferas e ornamentais foram plantadas em uma área de 2 000 hectares no vale do rio.